# Browning HP
Browning Hi-Power je jednočinná samonabíjecí pistole dostupná v rážích 9 mm a 0,40 S&W. Konstrukce je založena na návrhu amerického vynálezce Johna Browninga, který později dokončil konstruktér Dieudonné Saive ve zbrojovce Fabrique Nationale (FN) v belgickém Herstalu. Hi-Power je jednou z nejpoužívanějších vojenských pistolí v historii, kterou používaly ozbrojené síly více než 50 zemí. Po 82 letech nepřetržité výroby byla výroba pistole Hi-Power v roce 2017 společností Browning Arms ukončena, ale v některých zemích se dále na základě licence vyrábí.
Zkonstruována byla ve dvacátých letech dvacátého století Johnem Browningem a vyráběna pod označením GP (Grande Puissance) v belgické zbrojovce Fabrique Nationale – FN. Vyznačuje se jednoduchým konstrukčním řešením, velkou odolností a jako první z moderních pistolí disponovala velkokapacitním zásobníkem na 13 nábojů. Používá zjednodušený systém uzamčení závěru odvozený od systému pistole Colt 1911. Je znám pod označením systém FN/Browning a na místo kloubového článku pod nábojovou komorou má pevný snižovací hák. V zemích Commonwealthu a Velké Británii je používána od let druhé světové války až dosud.

## Vývoj

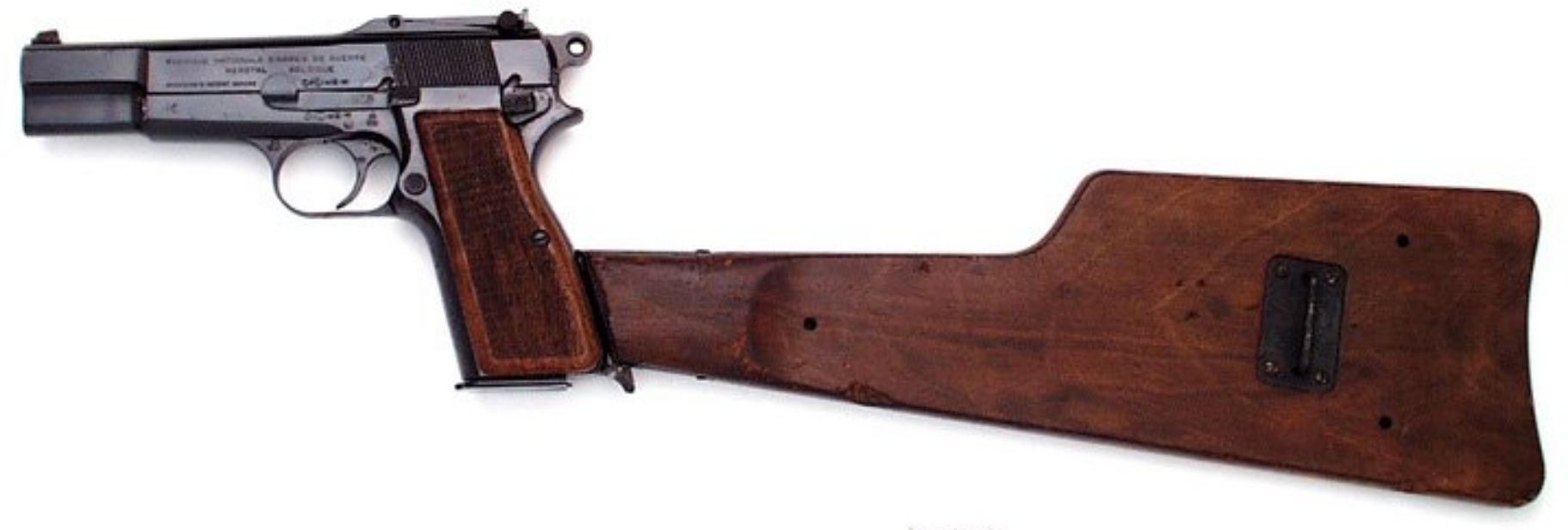
Browning HP s odnímatelnou pažbou

Pistole Browning HP (HP – High Power – Vysoký výkon) byla vyvíjena od roku 1921 v belgické zbrojovce FN v Herstallu americkým konstruktérem J. M. Browningem. Po jeho smrti roku 1926 ve vývoji pokračoval Belgičan Dieudonne Joseph Saivé. Zbraň byla dokončena roku 1935 a v květnu téhož roku zavedena do výzbroje belgické armády. Pistole měla klapkové hledí do 500 m, dvojřadový zásobník na 13 nábojů v rukojeti a drážku na rukojeti umožňující nasazení dřevěné pažby.
Brzy byla zahájena výroba na export do Číny, Peru, Litvy, Estonska atd. Do německé okupace Belgie bylo vyrobeno 70 000 pistolí a Wehrmacht zde ukořistil 3433 pistolí HP-35. Produkce pro potřeby německé armády pokračovala až do osvobození v září 1944 a celkem činila 319 000 kusů válečné výroby.
Další výroba probíhala rovněž v Kanadském Torontu u firmy John Inglis. Od února 1944 do září 1945 zde bylo vyrobeno 151 816 pistolí s označením No.1 Mk I s klapkovým hledím a No.2 Mk I s pevným hledím pro kanadskou, britskou a čínskou armádu. V poválečném období byla obnovena výroba u belgické firmy FN a tato pistole je nadále ve výzbroji mnoha států.